# Dendronephthya foliata
Dendronephthya foliata är en korallart som beskrevs av Henderson 1909. Dendronephthya foliata ingår i släktet Dendronephthya och familjen Nephtheidae. Inga underarter finns listade i Catalogue of Life.